# Очилата мечка
Очилатата мечка (Tremarctos ornatus) е животно от семейство Мечкови (Ursidae).

## Разпространение
Това е единственият представител на семейство Мечки, който обитава Южна Америка. Живее в планински райони на височина до 3000 m. в областта на Андите, но може да бъде срещнат и в по-ниски и открити райони на континента. Ареалът на обитанието му включва райони на Венецуела, Боливия, Еквадор, Перу, Колумбия и Панама.

## Начин на живот и хранене
Очилатата мечка е предимно растителноядно животно. Храни се с листа, стебла на растения и корени, както и с плодове, които се намират в планинските местообитания. В северозападната част на ареала си очилатата мечка предпочита младите палми и изяжда техните плодове и листа. Направо изкоренява младите дръвчета. Тъй като е отличен катерач, тя търси храна и по дърветата, високи над 30 метра. В сухите полу-пустинни местности очилатата мечка се храни и с кактуси.
Животното яде и месо: храни се с животински трупове и насекоми, а понякога и с по-малки животни – напада млади елени, лами и други домашни животни.

## Размножаване
Животните живеят в недостъпни местности, далече от населени места. Там се извършва размножаването, което затруднява изследванията в естествената среда.
През 1947 г. в зоопарка в Буенос Айрес за пръв път живееща в плен женска очилата мечка родила потомство. Малките мечета – типично за вида – се раждат през юли. След бременност, продължаваща
240 – 255 дни, женската мечка ражда от 1 до 3 малки. След раждането си младите мечета остават поне 1 година с майка си и едва след това стават самостоятелни.
До скоро се смяташе, че очилатите мечки почти не издават звуци. Но изследване, преведено между 2020 и 2021, документира за първи път сложен вокален репертоар . Чрез фотокапани, поставени в горите на Колумбийските и Боливийските Анди, изследователите регистрират пет различни типа звуци, включително сумтене, стенене и ритмично тананикане, които се проявяват в контексти на репродуктивно поведение. Един от звуците — остър, кратък писък — се наблюдава изключително при женските по време на чифтосване и вероятно представлява акустичен отговор на ухапване от страна на мъжкия. Това откритие оспорва предходните схващания за мълчаливия характер на вида и разкрива значителен поведенчески и комуникационен капацитет, непознат досега при мечките.